# Nivardo Tassini
Nivardo Tassini SOCist (* 4. Juni 1775 in Pesaro; † 16. September 1852 in Rom) war ein italienischer römisch-katholischer Geistlicher, Zisterzienser, Abt und Generalabt.

## Leben und Werk
Luigi Tassini trat in das Kloster Chiaravalle d’Ancona der Zisterzienser ein und nahm den Ordensnamen Nivardo an (nach Nivard von Clairvaux). Er studierte im Kloster Santa Maria in Carinis in Rom und war von 1825 bis 1830 Abt der Abtei Santa Maria delle Grazie in Foce, Amelia (Umbrien), dann Abt des Klosters San Bernardo alle Terme in Rom, sowie von 1840 bis 1850 Abt des Klosters Santa Croce in Gerusalemme. Er war Generalprokurator (1833–1835) und (als Nachfolger von Sisto Benigni) Generalabt der Zisterzienser (1835–1845, Nachfolger: Livio Fabretti).